# Hans Klemm (Manager)
Hans Klemm (* 1928) war als Nachfolger von Herbert Keddi von Juni 1990 bis August 1991 Generaldirektor der Deutschen Reichsbahn. Zuvor war er Leiter der Hauptverwaltung Sicherungs-, Fernmelde- und Prozessautomatisierungstechnik.
Im August 1991 wurde Klemm von der Bild-Zeitung in Verbindung mit dem MfS gebracht und beendete kurzfristig seine Amtszeit. Die Leitung der DR übernahm ab September 1991 in Personalunion Heinz Dürr.
Anschließend war Klemm als Berater für Alcatel SEL tätig.